# Karin af Klintberg
Karin af Klintberg, född 26 december 1972 i Lidingö församling, är en svensk journalist, regissör och TV-producent. 

## Biografi
af Klintberg är utbildad på Dramatiska institutet i Stockholm och har arbetat som programledare i Nattöppet på TV4 i mitten av 1990-talet. Hon har producerat TV-program som REA, Värsta språket, Kobra, Världens modernaste land, Landet brunsås samt Historieätarna för Sveriges Television. Hon fick, tillsammans med Fredrik Lindström, Stora journalistpriset 2003 i kategorin Årets förnyare för Värsta språket.
af Klintberg är regissör, producent och manusförfattare till dokumentären Ebbe the movie, tillsammans med Jane Magnusson, om Ebbe Carlsson och Ebbe Carlsson-affären, som hon även fick en Guldbagge i kategorin bästa dokumentärfilm för vid Guldbaggegalan 2010. af Klintberg och Magnusson vann även Stora Journalistpriset i kategorin Årets berättare för sitt arbete med filmen.
af Klintberg regisserade och producerade SVT:s julkalender Tusen år till julafton 2015. Tusen år till julafton blev den mest sedda julkalendern sedan tittarmätningsmetoden ändrades 1993.
Den 7 december 2017 hade Bye bye Sverige, en miniserie om den svenska emigrationen 1850–2010, premiär i SVT, även den producerad av af Klintberg.

## Privatliv
Karin af Klintberg är dotter till folklivsforskaren Bengt af Klintberg och Katarina af Klintberg som är en av grundarna till Polarn O. Pyret. Hon är äldre syster till chefredaktören Elin af Klintberg.. Hon är även brorsdotter till Manne af Klintberg (Clownen Manne) och till formgivaren Gunila Axén.

## Filmografi

### Dokumentärfilmer
- 2009 – Ebbe the movie (produktion, manus och regi tillsammans med Jane Magnusson)
- 2015 – Trevligt folk (regi)
- 2023 – Kungen (regi)

### TV-serier
- 2001 – REA
- 2003 – Värsta språket
- 2005 – Kobra
- 2006 – Världens modernaste land
- 2010 – Landet brunsås
- 2012 – Historieätarna
- 2015 – Tusen år till julafton
- 2017 – Bye bye Sverige
- 2023 – Kungen och jag (TV-dokumentärserie)